# 医工連携
医工連携（いこうれんけい）とは、医療に関わる新技術の研究開発や、新事業の創出を図ることを目的として、大学などの教育機関・研究機関、民間企業の医療関係者と工学関係者が連携することをいう。理学系を加えて、「医理工連携」ともいう。

## 概要
医学分野と工学分野の連携により、医療機器の開発や新技術の医療現場への導入を加速する事を目的とする。これまでは欧米諸国と比較して半導体工学や精密機械工学やバイオテクノロジーの分野で先駆的な成果があっても実際の医療現場への導入は遅れていた。また、それに伴い、医療機器の貿易赤字が拡大基調にあった。
これまで医療関係の研究開発を担ってきた厚生労働省、文部科学省、経済産業省の関連予算を一元化し、基礎研究を治療や製品などの早期実用化を目指して2015年4月に日本医療研究開発機構が発足した。
東京工業大学と東京医科歯科大学の連携や東京女子医科大学と早稲田大学や総合大学内の医学部と工学部などの連携により、医療機器の開発が進められる。